# Real Tlamazolan
El Real Tlamazolan fue un equipo de fútbol de la ciudad de Ciudad Guzmán, Jalisco que participaba en la Liga de Balompié Mexicano.

## Historia
El equipo nace en el 2021 como una nueva franquicia de la Liga de Balompié Mexicano.
El equipo debutó de manera oficial el 22 de agosto de 2021 con una visita al Neza Fútbol Club, el club ganó su primer partido con un marcador de 1-4 y el jugador Santiago Giraldo marcó el primer gol en la historia del club.
El equipo ya no participó en la junta de dueños rumbo a la tercera temporada de la Liga de Balompié Mexicano, el club que era respaldado por un grupo empresarial importante quedó a deber tanto a la liga como a jugadores y narradores de los partidos de local.

## Estadio
El Real Tlamazolan disputa sus partidos como local en el Estadio Olímpico de Ciudad Guzmán, el cual cuenta con una capacidad para albergar a 3,000 espectadores.